# 隣の女 (映画)
『隣の女』（となりのおんな、La Femme d'à côté）は1981年公開のフランスの恋愛映画。フランソワ・トリュフォー監督。
偶然、隣の家に越してきた昔の恋人との愛の悲劇の物語。キャッチコピーはラストシーンでも使われたセリフ「Ni avec toi, ni sans toi（一緒では苦しすぎるが、ひとりでは生きていけない）」
ストーリーは、『黒衣の花嫁』のあとジャンヌ・モローとシャルル・デネルの共演を想定して『愛の軌道』のタイトルで書かれたものをファニー・アルダンとジェラール・ドパルデュー用に書き直したもの。エディット・ピアフのシャンソンにインスパイアされたという。

## ストーリー
ベルナール（ジェラール・ドパルデュー）とアルレット（ミシェール・ボームガルトネル）の夫婦と息子のトマ（オリヴィエ・ベッカール）が暮らす家の向かい側に、マチルド（ファニー・アルダン）とフィリップ（アンリ・ガルサン）の夫婦が引っ越してきた。アルレットは夫婦を食事に誘ったが、ベルナールは残業で遅れると嘘を言ってすっぽかした。ベルナールとマチルドはかつて恋人同士だったことがあり、彼女と顔を合わせたくなかったのだ。しかし隣同士で逃げ切れるわけもなく、2人は昔のように深い仲になっていった。
フィリップが留守にしたすきにホテルの一室を借りて愛し合った2人だが、マチルドの方はもうこれっきりにしようと言い出した。マチルドはフィリップと旅行に出かけることにしたが、出発前のパーティーで、ベルナールは強引にマチルドに迫り、2人の関係は衆目の知るところとなった。旅先でマチルドとフィリップの間には気まずい空気が流れた。苦悩するマチルドは神経症の発作で病院に運ばれ、誰に対しても心を閉ざすようになった。一方、ベルナールは妻の妊娠を知り、彼女につきっきりになった。
ある晩、ベルナールは空家となった隣家から物音を聞いた。行ってみるとマチルドの姿があった。2人は再び愛し合ったが、セックスの最中にマチルドは拳銃に手を伸ばし、ベルナールと自分の頭を撃ちぬいて死んだ。
町の住人が集うテニスコートの管理人で、マチルドとベルナールの激しい恋を見守っていたマダム・ジェーヴは、2人の墓碑銘として、このように告げる。
「あなたと一緒では苦しすぎる。でもあなたなしでは生きられない。」

## キャスト
| 役名                     | 俳優                       | 日本語吹替                         |
| 役名                     | 俳優                       | TBS版                              |
| ------------------------ | -------------------------- | ---------------------------------- |
| ベルナール・クードレー   | ジェラール・ドパルデュー   | 堀勝之祐                           |
| マチルド・ボーシャール   | ファニー・アルダン         | 田島令子                           |
| フィリップ・ボーシャール | アンリ・ガルサン           | 大木民夫                           |
| アルレット               | ミシェル・ボートガルトネル | 芝田清子                           |
| マダム・オディール       | ヴェロニク・シルヴェール   | 来宮良子                           |
| ローラン                 | ロジェ・ファン・ホール     | 多田幸男                           |
| トマ                     | オリヴィエ・ベッカール     | 秋山るな                           |
| 不明 その他              |                            | 有馬瑞香 秋元千賀子                |
|                          |                            |                                    |
| 演出                     | 演出                       | 水本完                             |
| 翻訳                     | 翻訳                       | 入江敦子                           |
| 効果                     | 効果                       | 南部満治 大橋勝次                  |
| 調整                     | 調整                       | 兼子芳博                           |
| 制作                     | 制作                       | ザック・プロモーション             |
| 解説                     |                            |                                    |
| 初回放送                 | 初回放送                   | 1985年1月10日 『木曜ロードショー』 |

## 解説
- パーティーの席でマチルドのドレスが椅子に引っかかってすべり落ちてしまうシーンは、ハワード・ホークス監督の『赤ちゃん教育』からの引用。マチルドの夫の職業が航空管制官なのは、エリック・ロメール監督の『飛行士の妻』への目配せ。ベルナールがマダム・ジェーヴに語った「女のために自分の腕を切り落とした」男の話はトッド・ブラウニング監督の『知られぬ人』。ベルナールが妻と一緒に見に行った映画はマイケル・カーティス監督の『歩く死骸』。